# Bir Bhadur Chettri
Bir Bhadur Chettri   (7 de setembre de 1955) és un jugador d'hoquei sobre herba indi, ja retirat, que va competir durant la dècada de dècada de 1970.
El 1976 va prendre part en els Jocs Olímpics d'Estiu de Mont-real, on fou setè en la competició d'hoquei sobre herba. Quatre anys més tard, als Jocs de Moscou, guanyà la medalla d'or en la mateixa competició.